# Hràbove
Hràbove (en ucraïnès Грабове, en rus Грабово, Gràbovo) és un poble ucraïnès del districte de Xakhtarsk dins de l'óblast de Donetsk. La seva població és de 382 habitants.
Fou a prop d'aquest poblet que un Boeing 777-200ER de Malaysia Airlines (Vol 17) amb 298 persones a bord s'estavellà com a conseqüència d'una col·lisió amb un míssil terra-aire, presumptament llançat pels separatistes prorussos del Donbàs, el 17 de juliol del 2014.
Dos russos i un ucraïnès van ser condemnats a cadena perpètua per haver provocat l'accident de l'MH17 on van morir els 298 passatgers que anaven a bord de l'avió, segons sentència de novembre del 2022 del Tribunal de Districte de l'Haia.